# Yo-Rhad - Un amico dallo spazio
Yo-Rhad - Un amico dallo spazio è un film del 2005, diretto da Vittorio Rambaldi e Camillo Teti. È un film d'animazione di ambientazione fantascientifica tratto dal romanzo Amici per lo spazio scritto da Gina Basso e dallo stesso regista Rambaldi.

## Riconoscimenti
Il film ha vinto il premio speciale per l'animazione al Giffoni Film Festival del 2005 ed è stato distribuito nelle sale cinematografiche a partire dal 28 aprile 2006.